# Spreča
A Spreča folyó Bosznia-Hercegovina középső részén, a Boszna jobb oldali mellékfolyója.
Husino helységnél ered, Tuzlától 10 km-re délnyugatra. 
Hossza 137,5 km, és Dobojnál torkollik a Boszna folyóba. 
A Spreča mentén fekszik Gračanica városka.